# Bake Off Brasil: Mão na Massa
Bake Off Brasil: Mão na Massa é um talent show de culinária brasileiro exibido pelo SBT e pelo Discovery Home & Health. É baseado no formato original The Great British Bake Off exibido pelo Channel 4 no Reino Unido.
O programa é apresentado por Nadja Haddad e a dupla de jurados com os chefs Beca Milano e Giuseppe Gerundino. O Bake Off Brasil se consolidou como o reality culinário mais visto e de maior audiência e prestígio da televisão brasileira.

## Formato
A competição, que tem o objetivo de encontrar e coroar o melhor confeiteiro amador do país, reúne 16 talentosos candidatos que enfrentam diversos desafios ao preparar pães, bolos, tortas, doces e salgados de todos os tipos. O reality show possui dois rigorosos jurados, o chef Giuseppe Gerundino e a chef confeiteira Beca Milano, que avaliam o desempenho dos competidores prova a prova. Ao final de cada episódio, o participante com o melhor desempenho do dia e que mais se destacar e impressionar os jurados ganha o avental azul de Mestre Confeiteiro da semana, mas quem menos impressionar e tiver o pior desempenho do dia será o eliminado.
Os competidores enfrentam dois tipos de desafios: criativos (os competidores devem fazer receitas que sejam deliciosas e que também se destaquem pelo visual elaborado) e técnicos (todos recebem a mesma receita e devem prepará-la). Depois de uma série de programas e eliminações, a grande final do Bake Off Brasil – Mão Na Massa terá os três melhores disputando o título de melhor confeiteiro amador do país, ganhar o troféu de campeão e, o avental preto de melhor confeiteiro amador do Brasil.
Sucesso em quase vinte países, o The Great Bake Off é uma competição de formato da BBC Worldwide e já chegou à quinta temporada na Inglaterra, seu país de origem.
Outros países como Itália, França, Suécia e Holanda também produziram várias temporadas do formato, sempre alcançando excelentes resultados.

## Produção
A 1.ª temporada estreou no dia 25 de julho de 2015 e terminou em 17 de outubro de 2015, com a apresentação de Ticiana Villas Boas e a dupla de jurados com o empresário Fabrizio Fasano Jr. e a Chef Confeiteira Carol Fiorentino, sendo transmitido todos os sábados, às 21h30min (UTC−3) no SBT e todas as terças-feiras, às 20h30min (UTC−3) no Discovery Home & Health. Após a final da primeira temporada, o canal confirmou a realização da 2.ª temporada.
A 2.ª temporada foi exibida entre 21 de maio e 27 de agosto de 2016, substituindo BBQ Brasil: Churrasco na Brasa. Sendo transmitido todos os sábados, às 21h30min, seguindo com a apresentação de Ticiana Villas Boas e o júri com Fabrizio Fasano Jr. e a Chef Confeiteira Carol Fiorentino.
Às vésperas da gravação da 3.ª temporada, Ticiana Villas Boas foi afastada pela direção do SBT do comando do programa, sendo substituída por Carol Fiorentino, jurada e Chef Confeiteira das duas primeiras edições. Por conta disso, a emissora buscou um outro jurado para acompanhar Fabrizio Fasano Jr. na atração e a confeiteira Beca Milano, do Fábrica de Casamentos, é a nova jurada e Chef Confeiteira. A 3.ª temporada estreou em 12 de agosto de 2017 e terminou em 16 de dezembro de 2017, às 21h30min.
Nos dias 23 e 30 de dezembro de 2017, o Bake Off Brasil teve uma edição especial, intitulada de Bake Off SBT com os artistas da emissora, com apresentação de Carol Fiorentino, Ratinho e Danilo Gentili, os últimos alternando em um episódio cada, e o júri seguindo com Beca Milano e Fabrizio Fasano Jr.
A 4.ª temporada foi confirmada para ser exibida em agosto de 2018 pelo jurado Fabrizio Fasano Jr. Em maio de 2018, às vésperas da gravação da 4.ª temporada, Carol Fiorentino e Fabrizio Fasano Jr. deixaram a atração. Foi definido então, que a jornalista Nadja Haddad seria a nova apresentadora e o Chef Olivier Anquier como novo jurado e, Beca Milano segue como jurada e Chef Confeiteira. A 4.ª temporada estreou no dia 11 de agosto de 2018 e terminou em 15 de dezembro de 2018, exibido às 22h30min. O SBT também confirmou a 2.ª edição do Bake Off SBT e, a 2.ª temporada do Júnior Bake Off Brasil (reality show de culinária infantil do SBT) e, a 5.ª temporada do Bake Off Brasil foi iniciada no dia 10 de agosto de 2019.
Em 2 de maio de 2020, o SBT passou a exibir os melhores momentos das primeiras temporadas num especial intitulado Bake Off Brasil: A Cereja do Bolo, apresentado por Nadja Haddad e Beca Milano, apresentando também os bastidores da competição e os segredos dos participantes. O último episódio do especial foi exibido em 20 de junho, sendo substituída pela quarta temporada do Fábrica de Casamentos.
A 6.ª temporada passou por mudanças no corpo de apresentadores. Nadja Haddad deixa o comando do programa às pressas, devido ao fato de seu marido, o político Danilo Joan, testar positivo para a COVID-19, e, logo depois, ela também, tendo que se manter temporariamente em isolamento social. Inicialmente, foi substituída por Chris Flores, e depois, Ticiana Villas Boas foi escalada para o programa, marcando sua volta ao reality depois de ter apresentado as duas primeiras temporadas, o que gerou revolta dos patrocinadores, pois haviam fechado com Nadja para garota propaganda da marca. Após três semanas afastada, Nadja Haddad retornou à apresentação, e Ticiana deixou o programa, sendo deslocada para o especial Bake Off Brasil: A Cereja do Bolo, que reestreia no dia 22 de agosto de 2020, substituindo o Esquadrão da Moda, que deixou temporariamente a grade para as férias antecipadas da equipe.
A 7.ª temporada estreia no dia 24 de julho de 2021 e sofreu novas mudanças no corpo de apresentadores. Dony De Nuccio, vencedor da primeira edição do Bake Off Celebridades, passa a fazer parte do time do programa, comandando o especial Bake Off Brasil: A Cereja do Bolo, substituindo Ticiana Villas Boas.
A 8.ª temporada estreia no dia 6 de agosto de 2022 e sofreu mais mudanças em relação a temporada anterior. Dony de Nuccio deixa o comando do A Cereja do Bolo é substituído por Nadja Haddad, que retorna para a atração do spin off, criando um rodízio com Beca Milano e Giuseppe Gerundino. Olivier Anquier deixa o júri do programa após problemas internos, sendo substituído por Giuseppe Gerundino, também jurado do Cozinhe se Puder.
O Bake Off Brasil contou com 270 participantes oficiais, incluindo os spin offs. Entre eles, o estado de São Paulo possui o maior número de participantes, com 152 participantes. Seguido por Rio de Janeiro com 27, Minas Gerais com 19, Paraná com 13, Pernambuco e Ceará com sete, Paraíba com seis, Rio Grande do Sul com cinco, Bahia e Santa Catarina com quatro, Alagoas, Goiás e Piauí com três, Amapá, Espírito Santo e Pará com dois e Acre, Amazonas, Distrito Federal, Mato Grosso do Sul e Rio Grande do Norte com apenas um. Já os estados de Maranhão, Mato Grosso, Rondônia, Roraima, Sergipe e Tocantins nunca tiveram representantes. Somente 6 estrangeiros participaram do programa: dois italianos, um libanês, uma venezuelana, uma argentina e um espanhol.
Em 24 de janeiro de 2024, Beca Milano é dispensada do SBT, junto com parte da equipe do programa, dando início a alguns boatos de que o reality seria encerrado, mesmo com a boa aceitação comercial e a 10ª temporada confirmada. A informação do suposto fim do reality chegou a ser confirmada pela assessoria do SBT a um portal de notícias da internet e pela apresentadora Nadja Haddad em um depoimento para seus seguidores. No entanto, dois dias depois do anúncio, a emissora negou que o programa seria encerrado e anunciou uma reunião para definir o futuro da atração, que poderia sofrer uma reformulação. Por fim, o canal havia decidido por encerrar definitivamente o reality. No entanto, em 13 de março de 2024, o SBT decidiu voltar atrás e produzir a décima temporada do programa através de um acordo com a Discovery, reduzindo parte dos custos de produção. Entre as mudanças, está a efetivação de Fabiana Karla como apresentadora e Carole Crema e André Mifano como os novos jurados da temporada. Fabiana substitui Nadja devido a sua gravidez. Na temporada seguinte, Nadja Haddad volta ao cargo de apresentadora, assim como Beca Milano e Giuseppe Gerundino retornam aos postos de jurados. Com isso, Fabiana Karla, Carole Crena e André Mifano deixam o programa.
Os participantes mais jovens a entrar na competição foram Gigi Bordezan e Pedrinho Lucas (Júnior 2), ambos com 7 anos de idade. A participante mais velha é Helô Pinheiro (Celebridades 3), que entrou na disputa aos 79 anos. Gigi Bordezan (Júnior 2) é, também, a participante mais jovem a vencer o programa. A participante mais velha a vencer foi Samira Ghannoum (Bake Off 1), aos 42 anos.
Nota: Os participantes que entraram em duas edições foram contados apenas uma vez.

## Bake Off Brasil

### Apresentação
| Apresentador(a)     | Temporadas | Temporadas | Temporadas | Temporadas | Temporadas | Temporadas | Temporadas | Temporadas | Temporadas | Temporadas | Temporadas |
| Apresentador(a)     | 1.ª        | 2.ª        | 3.ª        | 4.ª        | 5.ª        | 6.ª        | 7.ª        | 8.ª        | 9.ª        | 10.ª       | 11.ª       |
| ------------------- | ---------- | ---------- | ---------- | ---------- | ---------- | ---------- | ---------- | ---------- | ---------- | ---------- | ---------- |
| Ticiana Villas Boas |            |            |            |            |            |            |            |            |            |            |            |
| Carol Fiorentino    |            |            |            |            |            |            |            |            |            |            |            |
| Nadja Haddad        |            |            |            |            |            |            |            |            |            |            |            |
| Fabiana Karla       |            |            |            |            |            |            |            |            |            |            |            |

### Jurados
| Jurado(a)           | Temporadas | Temporadas | Temporadas | Temporadas | Temporadas | Temporadas | Temporadas | Temporadas | Temporadas | Temporadas | Temporadas |
| Jurado(a)           | 1.ª        | 2.ª        | 3.ª        | 4.ª        | 5.ª        | 6.ª        | 7.ª        | 8.ª        | 9.ª        | 10.ª       | 11.ª       |
| ------------------- | ---------- | ---------- | ---------- | ---------- | ---------- | ---------- | ---------- | ---------- | ---------- | ---------- | ---------- |
| Carol Fiorentino    |            |            |            |            |            |            |            |            |            |            |            |
| Fabrizio Fasano Jr. |            |            |            |            |            |            |            |            |            |            |            |
| Beca Milano         |            |            |            |            |            |            |            |            |            |            |            |
| Olivier Anquier     |            |            |            |            |            |            |            |            |            |            |            |
| Giuseppe Gerundino  |            |            |            |            |            |            |            |            |            |            |            |
| Carole Crema        |            |            |            |            |            |            |            |            |            |            |            |
| André Mifano        |            |            |            |            |            |            |            |            |            |            |            |

### Participantes
| Temporada               | Temporada              | Finalistas        | Finalistas         | Finalistas | Finalistas       | Finalistas | Finalistas     | Outros participantes em ordem de eliminação | Outros participantes em ordem de eliminação                                                                                                   | Total |
| Temporada               | Temporada              | Vencedor(a)       | Vencedor(a)        | 2.º lugar | 2.º lugar        | 3.º lugar  | 3.º lugar      | Outros participantes em ordem de eliminação | Outros participantes em ordem de eliminação                                                                                                   | Total |
| ----------------------- | ---------------------- | ----------------- | ------------------ | --- | ---------------- | ---------- | -------------- | ------------------------------------------- | --- | ----- |
|                         | Bake Off Brasil 1 (en) |                   | Samira Ghannoum    | | Ayrton Bartoleti |            | Marília Beznos |                                             | Eliane Correia • Miguel Pompeia • Márcia Lucas • Ronaldo Kurita • Gabi Strano • Bruno Sutil • Joca Branco • Juliana Ferraz • Michael Ferreira | 12    |
| Bake Off Brasil 2 (en)  | Camila Poli            | Noemy Caangi      | Marcos Souza       | Matheus Grandizol • Tatiane Lemos • Luciano Neves • Vivian Nhoncance • Murilo Marques • Helga Litz • Tiago Magane • Gabriela Freire • Lucas Fischer • Paula Jabur • Juliana Jabur                                                                                                  | 16               |            |                |                                             | |       |
| Bake Off Brasil 3 (en)  | Dário Héberson         | Johanna Aquino    | José Negreiros     | Sileide D'Amico • Nena Maria • Liany Rocha • Monique Tupy • Débora Leite • Iaiá Sobrano • Douglas de Oliveira • Richarles Rodrigues • Marina Queiroz • Karyne Sugayama • Gigi Louzada • Flavio Duarte • Ney Martins                                                                | 16               |            |                |                                             | |       |
| Bake Off Brasil 4 (en)  | Ricardo Daudt          | Nayane Capistrano | Núbia Moraes       | Thiago Ribeiro • Yuri Jaruskevicius • Paulo Malacaia • Edna Fonseca • Caroline Pinheiro • Paola Francoti • Gislaine Ricci • André Aquino • Tathi Schroeder • Flávio Ribeiro • Luis de Lyon • Fatinha • Lolla Ramos                                                                 | 16               |            |                |                                             | |       |
| Bake Off Brasil 5 (en)  | Karoline Barbeirotti   | João Francisco    | João Silveira      | Marilda Caires • Rogério • Denise Galviolli • Deza Correia • Angel Prado • Fellipe Xenofonte • Carol Teixeira • Claudio Graças • Herb D’Melo • Natália Kaufmann • Yago Corrêa • Wayner Lyra • Bela Castro                                                                          | 16               |            |                |                                             | |       |
| Bake Off Brasil 6 (en)  | Priscilla Grasso       | Flávio Amoedo     | Thaís Macedo       | Fernanda Giachini • Biel Santos • Eduardo Lopes • Amanda Morais • Alexandre Palione • Talita Batista • Juliana Weitman • Rafael Barbuda • Gabriel Pita • Rebeca Passarrelli • Paola Galante • Fabiana Ramos • Luís Gustavo                                                         | 16               |            |                |                                             | |       |
| Bake Off Brasil 7 (en)  | Gileade Lopes          | Nathanael Santos  | Júlio Cepe         | Albaniza Guia • Toska Torres • Ana Klara Gomes • Caroline Baessi • Flávia Soares • Giovanna Reis • Vanessa Guaitolini • Mazinho Filho • Luís Moutinho • Caique Beraldo • Jonathas Almeida • Ananda Vasconcelos • Willian Mendes • Felipe Ferrara • Mariana Martins                 | 18               |            |                |                                             | |       |
| Bake Off Brasil 8 (en)  | Camilo Lucas           | Leonardo Anterio  | Fabiano dos Santos | Lola Kaulinis • Thayná Fleira • Rogéria Martins • Fresley Chaves • Beatriz Maia • Talita Gomes • Rodrigo Farias • Juliana Wilken • Márcio Mattos • Ethelandia Duarte • Emilly Graziela • Maria Laura • João Pedro Araujo • Renan Rodrigues • Lucas Rosa                            | 18               |            |                |                                             | |       |
| Bake Off Brasil 9 (en)  | Marcel Toni            | Fabiano Miranda   | Luan Gomes         | Santiago Junior • Creuza Lima • Rhaina Mendes • Natália Polli • Tábita Juliéte • Cássia Siqueira • Samuel Nolasco • Flávio Savi • Layon Souza • Lidia Cardoso • Daniela Oliveira • Emilly Graziela • Maria Inêz • Joaquim Matheus • Yorran Salomão                                 | 18               |            |                |                                             | |       |
| Bake Off Brasil 10 (en) | Eli Alencar            | Danilo Guerini    | Juliano Faller     | Elizabete Fonseca • Alessandra Ibrahim • Itacira da Silva • Luís Felipe Soares • Deivisson Ribeiro • Martha Sakamoto • Thiago Barros • Jean Lima • Leonardo Almeida • Sarah Costa • Adriele Rodrigues • Maria Clara Rebello • Raabe Linhares • Guilherme Fonseca • Fernanda Moreno | 18               |            |                |                                             | |       |
| Bake Off Brasil 11 (en) |                        |                   |                    | • Douglas Sá • Cátia Guimarães | 18               |            |                |                                             | |       |

### Audiência
- Os dados são providos pelo IBOPE e se referem ao público da Grande São Paulo.

| Temporada | Horário       | Episódios | Estreia              | Estreia   | Final                  | Final     | Média Geral (em pontos do IBOPE) |
| Temporada | Horário       | Episódios | Data                 | Audiência | Data                   | Audiência | Média Geral (em pontos do IBOPE) |
| --------- | ------------- | --------- | -------------------- | --------- | ---------------------- | --------- | -------------------------------- |
| 1.ª       | Sábado, 21h30 | 13        | 25 de julho de 2015  | 6,9       | 17 de outubro de 2015  | 7,5       | 7,0                              |
| 2.ª       | Sábado, 21h30 | 15        | 21 de maio de 2016   | 8,5       | 27 de agosto de 2016   | 9,5       | 8,5                              |
| 3.ª       | Sábado, 21h30 | 18        | 12 de agosto de 2017 | 7,6       | 16 de dezembro de 2017 | 9,4       | 8,1                              |
| 4.ª       | Sábado, 22h30 | 18        | 11 de agosto de 2018 | 10,9      | 15 de dezembro de 2018 | 10,3      | 10,3                             |
| 5.ª       | Sábado, 22h30 | 18        | 10 de agosto de 2019 | 9,7       | 14 de dezembro de 2019 | 9,6       | 8,9                              |
| 6.ª       | Sábado, 22h30 | 18        | 15 de agosto de 2020 | 6,6       | 12 de dezembro de 2020 | 5,5       | 6,2                              |
| 7.ª       | Sábado, 22h30 | 21        | 24 de julho de 2021  | 5,8       | 18 de dezembro de 2021 | 5,6       | 5,2                              |
| 8.ª       | Sábado, 22h30 | 19        | 6 de agosto de 2022  | 5,1       | 17 de dezembro de 2022 | 4,7       | 4,9                              |
| 9.ª       | Sábado, 22h30 | 19        | 12 de agosto de 2023 | 3,7       | 23 de dezembro de 2023 | 3,8       | 3,9                              |
| 10.ª      | Sábado, 21h00 | 19        | 10 de agosto de 2024 | 5,8       | 28 de dezembro de 2024 | 3,6       | 3,9                              |
| 11.ª      | Sábado, 20h45 | 19        | 9 de agosto de 2025  | 3,3       | 20 de dezembro de 2025 |           |                                  |

- Em 2015, cada ponto representava 67,1 mil domicílios ou 198,1 mil pessoas na Grande São Paulo.
- Em 2016, cada ponto representava 69,4 mil domicílios ou 197,8 mil pessoas na Grande São Paulo.
- Em 2017, cada ponto representava 70,5 mil domicílios ou 199,3 mil pessoas na Grande São Paulo.
- Em 2018, cada ponto representava 71,8 mil domicílios ou 201,1 mil pessoas na Grande São Paulo.
- Em 2019, cada ponto representava 73,0 mil domicílios ou 200,7 mil pessoas na Grande São Paulo.
- Em 2020, cada ponto representava 74,9 mil domicílios ou 203,3 mil pessoas na Grande São Paulo.
- Em 2021, cada ponto representava 76,0 mil domicílios ou 205 mil pessoas na Grande São Paulo.
- Em 2022, cada ponto representava 74,6 mil domicílios ou 205 mil pessoas na Grande São Paulo.
- Em 2023, cada ponto representava 76,9 mil domicílios ou 206 mil pessoas na Grande São Paulo.
- Em 2024, cada ponto representava 73,2 mil domicílios ou 191 mil pessoas na Grande São Paulo.
- Em 2025, cada ponto representava 77,4 mil domicílios ou 199 mil pessoas na Grande São Paulo.

## Bake Off SBT

### Apresentação
| Carol Fiorentino |   | — | — |
| Nadja Haddad     | — |   |   |

### Jurados
| Jurado(a)           | Temporadas | Temporadas | Temporadas |
| Jurado(a)           | 1.ª        | 2.ª        | 3.ª        |
| ------------------- | ---------- | ---------- | ---------- |
| Fabrizio Fasano Jr. |            |            |            |
| Beca Milano         |            |            |            |
| Olivier Anquier     |            |            |            |

### Participantes
| Temporada           | Temporada           | Finalistas    | Finalistas          | Finalistas | Finalistas   | Finalistas | Finalistas    | Outros participantes em ordem de eliminação | Outros participantes em ordem de eliminação | Total |
| Temporada           | Temporada           | Vencedor(a)   | Vencedor(a)         | 2.º lugar | 2.º lugar    | 3.º lugar  | 3.º lugar     | Outros participantes em ordem de eliminação | Outros participantes em ordem de eliminação | Total |
| ------------------- | ------------------- | ------------- | ------------------- | --- | ------------ | ---------- | ------------- | ------------------------------------------- | --- | ----- |
|                     | Bake Off SBT 1 (en) |               | Isabella Fiorentino | | Nadja Haddad |            | Lívia Andrade |                                             | Bia Arantes • Gabriel Santana • João Guilherme • Milene Pavorô • Arlindo Grund • Cassius Zeilmann • Larissa Manoela • Valentina Francavilla • Carlo Porto • Jean Paulo Campos • Karyn Bravo • Matheus Ceará • Chris Flores | 16    |
| Bake Off SBT 2 (en) | Patrícia Abravanel  | Carla Fioroni | João Fernandes      | Apollo Costa • Igor Jansen • Mara Maravilha • Raissa Chaddad • Dudu Camargo • Eliana • Graciely Junqueira • Otávio Mesquita • Celso Portiolli • Sophia Valverde • Victor Pecoraro • Murilo Cezar • Silvia Abravanel             | 16           |            |               |                                             | |       |
| Bake Off SBT 3 (en) | Junior Mendes       | Lucas Anderi  | Isabella Fiorentino | Arlindo Grund • Carlos Nascimento • Juliana Oliveira • Oscar Filho • Rachel Sheherazade • Sophia Valverde • Thaís Melchior • Tiago Abravanel • Flavia Pavanelli • Matheus Ceará • Lívia Andrade • Maisa Silva • Otávio Mesquita | 16           |            |               |                                             | |       |

### Audiência
- Os dados são providos pelo IBOPE e se referem ao público da Grande São Paulo.

| Temporada | Horário       | Episódios | Estreia                | Estreia   | Final                  | Final     | Média Geral (em pontos do IBOPE) |
| Temporada | Horário       | Episódios | Data                   | Audiência | Data                   | Audiência | Média Geral (em pontos do IBOPE) |
| --------- | ------------- | --------- | ---------------------- | --------- | ---------------------- | --------- | -------------------------------- |
| SBT 1     | Sábado, 21h30 | 2         | 23 de dezembro de 2017 | 7,8       | 30 de dezembro de 2017 | 8,1       | 7,9                              |
| SBT 2     | Sábado, 22h15 | 2         | 22 de dezembro de 2018 | 11,2      | 29 de dezembro de 2018 | 12,0      | 11,6                             |
| SBT 3     | Sábado, 22h30 | 2         | 21 de dezembro de 2019 | 9,6       | 28 de dezembro de 2019 | 8,9       | 9,2                              |

- Em 2017, cada ponto representava 70,5 mil domicílios ou 199,3 mil pessoas na Grande São Paulo.
- Em 2018, cada ponto representava 71,8 mil domicílios ou 201,1 mil pessoas na Grande São Paulo.
- Em 2019, cada ponto representava 73,0 mil domicílios ou 200,7 mil pessoas na Grande São Paulo.

## Júnior Bake Off Brasil

### Apresentação
| Apresentador(a)  | Temporadas | Temporadas | Temporadas |
| Apresentador(a)  | 1.ª        | 2.ª        | 3.ª        |
| ---------------- | ---------- | ---------- | ---------- |
| Carol Fiorentino |            |            |            |
| Nadja Haddad     |            |            |            |

### Jurados
| Jurado(a)           | Temporadas | Temporadas | Temporadas |
| Jurado(a)           | 1.ª        | 2.ª        | 3.ª        |
| ------------------- | ---------- | ---------- | ---------- |
| Fabrizio Fasano Jr. |            |            |            |
| Beca Milano         |            |            |            |
| Olivier Anquier     |            |            |            |

### Participantes
| Temporada              | Temporada              | Finalistas       | Finalistas                         | Finalistas | Finalistas  | Finalistas | Finalistas                    | Outros participantes em ordem de eliminação | Outros participantes em ordem de eliminação | Total |
| Temporada              | Temporada              | Vencedor(a)      | Vencedor(a)                        | 2.º lugar | 2.º lugar   | 3.º lugar  | 3.º lugar                     | Outros participantes em ordem de eliminação | Outros participantes em ordem de eliminação | Total |
| ---------------------- | ---------------------- | ---------------- | ---------------------------------- | --- | ----------- | ---------- | ----------------------------- | ------------------------------------------- | --- | ----- |
|                        | Júnior Bake Off 1 (en) |                  | Arthur Gonzaga                     | | Duda Vieira |            | Noah Salzman Thales Moussalli |                                             | Manu Soares • Sophia Correia • Giulia Fusco • Lanai de Sá • Romeo Vitor • Luiz Faustino • Leonardo Mazzola • Thiago Nunes • Bella Maciel • Gustavo Almeida • Naná Dutra • Sarah Oliveira | 16    |
| Júnior Bake Off 2 (en) | Gigi Bordezan          | Fred Francavilla | Gian Lucca Coragem                 | Sophia Meneguete • Pietro Steganha • Catarina Queiroz • Sara Nunes • Pedrinho Lucas • Rafaella Pereira • Yasmin Soares • Manoela Hadba • Enzo Silveira | 12          |            |                               |                                             | |       |
| Júnior Bake Off 3 (en) | David Caldeira         | Anita Freire     | Kyara Magalhães Maria Luisa Grandi | Tatiana • Antonella Sanson • Nicolas Mar • Jun Okumura • Katherine Tedesco • Arthur Boeno • Victor Hugo Martins • Eduarda Nogueira                     | 12          |            |                               |                                             | |       |

### Audiência
- Os dados são providos pelo IBOPE e se referem ao público da Grande São Paulo.

| Temporada | Horário       | Episódios | Estreia                 | Estreia   | Final               | Final     | Média Geral (em pontos do IBOPE) |
| Temporada | Horário       | Episódios | Data                    | Audiência | Data                | Audiência | Média Geral (em pontos do IBOPE) |
| --------- | ------------- | --------- | ----------------------- | --------- | ------------------- | --------- | -------------------------------- |
| Júnior 1  | Sábado, 21h30 | 10        | 6 de janeiro de 2018    | 8,4       | 10 de março de 2018 | 6,8       | 7,3                              |
| Júnior 2  | Sábado, 22h15 | 7         | 16 de fevereiro de 2019 | 9,9       | 30 de março de 2019 | 9,7       | 9,3                              |
| Júnior 3  | Sábado, 22h30 | 7         | 15 de fevereiro de 2020 | 7,8       | 28 de março de 2020 | 7,6       | 7,6                              |

- Em 2018, cada ponto representava 71,8 mil domicílios ou 201,1 mil pessoas na Grande São Paulo.
- Em 2019, cada ponto representava 73,0 mil domicílios ou 200,7 mil pessoas na Grande São Paulo.
- Em 2020, cada ponto representava 74.9 mil domicílios ou 203,3 mil pessoas na Grande São Paulo.

## Bake Off Celebridades

### Apresentação
| Apresentador(a) | Temporadas | Temporadas | Temporadas |
| Apresentador(a) | 1.ª        | 2.ª        | 3.ª        |
| --------------- | ---------- | ---------- | ---------- |
| Nadja Haddad    |            |            |            |

### Jurados
| Jurado(a)         | Temporadas | Temporadas | Temporadas |
| Jurado(a)         | 1.ª        | 2.ª        | 3.ª        |
| ----------------- | ---------- | ---------- | ---------- |
| Beca Milano       |            |            |            |
| Olivier Anquier   |            |            |            |
| Carlos Bertolazzi |            |            |            |

### Participantes
| Temporada                    | Temporada                    | Finalistas      | Finalistas     | Finalistas | Finalistas       | Finalistas | Finalistas                 | Outros participantes em ordem de eliminação | Outros participantes em ordem de eliminação | Total |
| Temporada                    | Temporada                    | Vencedor(a)     | Vencedor(a)    | 2.º lugar | 2.º lugar        | 3.º lugar  | 3.º lugar                  | Outros participantes em ordem de eliminação | Outros participantes em ordem de eliminação | Total |
| ---------------------------- | ---------------------------- | --------------- | -------------- | --- | ---------------- | ---------- | -------------------------- | ------------------------------------------- | --- | ----- |
|                              | Bake Off Celebridades 1 (en) |                 | Dony De Nuccio | | Renata Dominguez |            | Marcello Airoldi Pyong Lee |                                             | Dalton Vigh • Fernanda Venturini • Júlio Cocielo • Maria Gal • Maisa Silva • Monalysa Alcântara • Alessandro Campos • Gabriel Santana • Thaís Pacholek • Rodrigo Cintra • Renata Kuerten • Robson Jassa | 16    |
| Bake Off Celebridades 2 (en) | Érica Reis                   | Bianca Rinaldi  | Diego Montez   | Gui Napolitano • Suzana Alves • Afonso Nigro • Íris Stefanelli • Sebastião Fonseca • Vincenzo Richy • Marthina Brandt • Sula Miranda • Carlo Porto • Karina Bacchi • Júlia Olliver • Marcelo Torres • Nicholas Torres | 16               |            |                            |                                             | |       |
| Bake Off Celebridades 3 (en) | Natália Deodato              | Rodrigo Capella | Dani Gondim    | Camila Loures • Pimpolho • Duda Reis • Babi Xavier • MC Davi • Michelle Barros • Barbara Fialho • Gianne Albertoni • Carla Vilhena • Eliezer • Velson d'Souza • Helô Pinheiro • Thammy Miranda                        | 16               |            |                            |                                             | |       |

### Audiência
- Os dados são providos pelo IBOPE e se referem ao público da Grande São Paulo.

| Temporada      | Horário        | Episódios | Estreia                 | Estreia   | Final               | Final     | Média Geral (em pontos do IBOPE) |
| Temporada      | Horário        | Episódios | Data                    | Audiência | Data                | Audiência | Média Geral (em pontos do IBOPE) |
| -------------- | -------------- | --------- | ----------------------- | --------- | ------------------- | --------- | -------------------------------- |
| Celebridades 1 | Sábado, 22h30  | 9         | 20 de fevereiro de 2021 | 6,3       | 17 de abril de 2021 | 6,4       | 5,8                              |
| Celebridades 2 | Sábado, 22h30  | 9         | 5 de março de 2022      | 4,8       | 30 de abril de 2022 | 4,8       | 4,4                              |
| Celebridades 3 | Sábado , 21h30 | 9         | 11 de março de 2023     | 3,8       | 6 de maio de 2023   | 4,5       | 4,1                              |

- Em 2021, cada ponto representava 76,0 mil domicílios ou 205 mil pessoas na Grande São Paulo.
- Em 2022, cada ponto representava 74,6 mil domicílios ou 205,7 mil pessoas na Grande São Paulo.
- Em 2023, cada ponto representava 76,9 mil domicílios ou 206,6 mil pessoas na Grande São Paulo.

## Outras Aparições
Além de participarem do Bake Off Brasil: Mão na Massa, alguns dos participantes passaram a competir em outros reality ou talent shows.
| Participante          | Edição         | Colocação               | Reality ou talent show    | Temp. | Colocação                                  |
| --------------------- | -------------- | ----------------------- | ------------------------- | ----- | ------------------------------------------ |
| Tathianne Lemos       | 2              | Eliminada – 15.º lugar  | MasterChef Brasil         | 7     | Eliminada                                  |
| Renata Dominguez      | Celebridades 1 | Vice-Campeã – 2.º lugar | Power Couple Brasil       | 5     | Eliminada (com Leandro Gléria) – 5.º lugar |
| Victor Pecoraro       | SBT 2          | Eliminado – 8.º lugar   | Power Couple Brasil       | 7     | Finalista (com Rayanne Morais) – 3.º lugar |
| Pyong Lee             | Celebridades 1 | Eliminado – 3.º lugar   | Ilha Record               | 1     | Vice-Campeão – 2.º lugar                   |
| Valentina Francavilla | SBT 1          | Eliminada – 12.º lugar  | A Fazenda                 | 13    | Eliminada – 12.º lugar                     |
| Victor Pecoraro       | SBT 2          | Eliminado – 8.º lugar   | A Fazenda                 | 13    | Eliminado – 17.º lugar                     |
| Rachel Sheherazade    | SBT 3          | Eliminada – 9.º lugar   | A Fazenda                 | 15    | Expulsa – 19.º lugar                       |
| Bia Arantes           | SBT 1          | Eliminada – 16.º lugar  | Dança dos Famosos         | 15    | Eliminada – 4.º lugar                      |
| Tiago Abravanel       | SBT 3          | Eliminado – 12.º lugar  | Dança dos Famosos         | 18    | Eliminado – 6.º lugar                      |
| Tiago Abravanel       | SBT 3          | Eliminado – 12.º lugar  | Big Brother Brasil        | 22    | Desistente – 16.º lugar                    |
| Gabriel Santana       | SBT 1          | Eliminado – 14.º lugar  | Big Brother Brasil        | 23    | Eliminado – 11.º lugar                     |
| Gabriel Santana       | Celebridades 1 | Eliminado – 9.º lugar   | Big Brother Brasil        | 23    | Eliminado – 11.º lugar                     |
| Natália Deodato       | Celebridades 3 | Vencedora – 1.º lugar   | A Grande Conquista        | 1     | Finalista – 3.º lugar                      |
| Natália Deodato       | Celebridades 3 | Vencedora – 1.º lugar   | De Férias com o Ex Caribe | 4     | Participante – Original                    |

## Controvérsias

### Acusações de Intolerância Religiosa
A ex-confeiteira Talita Batista, que participou da sexta temporada do Bake Off Brasil , está acusando a produção do programa manipulação e preconceito em torno de sua crença. O relator da CPI da Intolerância Religiosa se pronunciou sobre o assunto e afirmou que entrará em contato direto com Silvio Santos.
Segundo informações da colunista Fábia Oliveira, do Jornal O Dia, a profissional afirma que foi impedida de batizar os bolos preparados por ela com homenagens às divindades. Além disso, ainda destacou que outro participante teve autonomia para batizar os bolos preparados por ela com homenagens às divindades. Ela ainda destacou que outro participante teve autonomia para batizar um bolo com o nome de Nossa Senhora de Nazaré.
"Quando me inscrevi no programa, eu estava ali para participar e ser julgada, independente do resultado. E ao contrário de alguns colegas que confrontaram a produção, eu aceitei as críticas. Eu confesso que isso não foi fácil para mim, mas estava ali para participar de uma seleção e dando o meu melhor para vencer a disputa seguindo as regras do jogo", desabafou.

## Prêmios e indicações
| Ano  | Prêmio                           | Categoria           | Trabalho        | Resultado |        |
| ---- | -------------------------------- | ------------------- | --------------- | --------- | ------ |
| 2019 | Prêmio CONTIGO! Online 2018      | Melhor Reality Show | Bake Off Brasil | Venceu    |        |
| 2019 | Promax Latin America Awards 2019 | Melhor Divulgação   | Bake Off Brasil | Venceu    |        |
| 2020 | Prêmio CONTIGO! Online 2019      | Melhor Reality Show | Bake Off Brasil | Venceu    | [ 62 ] |
| 2021 | Troféu Internet                  | Melhor Reality show | Bake Off Brasil | Pendente  |        |